# Hysterographium grammodes
Hysterographium grammodes är en svampart som först beskrevs av De Not., och fick sitt nu gällande namn av Pier Andrea Saccardo 1883. Hysterographium grammodes ingår i släktet Hysterographium och familjen Hysteriaceae.   Inga underarter finns listade i Catalogue of Life.